# Contea di Cleveland (Inghilterra)
Cleveland è un'area dell'Inghilterra nord-orientale che si affaccia sul Mare del Nord. Fra le più importanti città del luogo Middlesbrough e Hartlepool. Teesport invece è nota per una grande raffineria.

## Storia
La contea nacque nel 1974, grazie all'unione di alcune zone che erano in precedenza comprese nella contea di Durham ed in quella dello Yorkshire (North Riding of Yorkshire). In seguito fu poi abolita nel 1996.

## Geografia
L'estensione ricopriva 583 km² e si contava una popolazione di quasi 560 000 persone (censimento del 1995). Il capoluogo era Middlesbrough.

## Industrie
Veniva lavorato il ferro e il carbone.

## Agricoltura
Per via del clima rigido l'agricoltura ne risente e i raccolti sono scarsi.

## Amministrazione

### Gemellaggi
- Cleveland